# Propulsion par fragments de fission
Cet article concerne l'utilisation directe de l'énergie cinétique des fragments de fission pour la propulsion. Pour le chauffage direct d'un fluide propulsif, voir Propulsion nucléaire thermique#Réacteur à fragments de fission.
La propulsion par fragments de fission est un concept de propulsion spatiale nucléaire exploitant directement l'énergie cinétique des noyaux fissionnés qui pourrait théoriquement fournir une impulsion spécifique bien supérieure aux techniques exploitant la fission nucléaire généralement envisagées (1 000 000 s contre 7 000 s). Cette technique, qui pourrait permettre d'envisager des missions d'exploration interstellaire, est aujourd'hui à un stade théorique.

## Principes
La fission nucléaire offre une densité énergétique de 8 × 1013 J/kg, très supérieure aux réactions chimiques au mieux à 107 J/kg. Cette densité rend la fission attractive pour la propulsion spatiale. Cependant, la plupart des méthodes de propulsion nucléaire sont basées sur le chauffage d'un fluide propulsif éjecté ensuite par une tuyère. La résistance des matériaux du moteur limite alors la température de fonctionnement et donc l'impulsion spécifique à 7 000 s. D'autre part, cette température est la température moyenne de l'ensemble du combustible nucléaire, qui n'est pas en train de réagir en totalité au même instant (heureusement). En fait, la température des nucléides issus d'une fission est de millions de degrés, elle se dilue dans le milieu ambiant inerte et il en résulte une température globale de milliers de degrés.
La propulsion par fragments de fission permet aux nucléides produits par la fission (noyaux et particules α) de s'échapper du réacteur. Comme ces noyaux sont fortement ionisés, ils peuvent être canalisés par un champ magnétique et engendrer une poussée. La masse propulsive est ainsi composée uniquement de ces nucléides se déplaçant à des vitesses parfois relativistes, permettant d'envisager des impulsions spécifiques dépassant 1 000 000 s.
Ce type de propulsion ne peut être utilisé qu'en dehors de l'atmosphère, car en plus des considérations environnementales, l'efficacité serait très affaiblie du fait que les fragments de fissions n'ont une pénétration que de 2 cm (sous 1 atm).
Deux déclinaisons de ce principe sont connues : la fusée à fragments de fission et la voile à fission.

## Fusée à fragments de fission
Pour permettre aux nucléides de s'échapper sans interagir avec le reste du matériel combustible, il faut ne faire réagir que les atomes superficiels du combustible, sachant que des atomes chauds sont plus à même de fissionner que les froids. Il suffit donc que le combustible soit froid et exposé peu de temps à l'intérieur d'un réacteur rendant sa masse critique, ainsi la fission surviendra essentiellement à la surface chauffée de l'élément combustible, bouillant littéralement de nucléides ionisés qu'il ne reste qu'à canaliser par un champ magnétique.
Un avantage non négligeable de cette technologie est qu'une partie de l'énergie cinétique des fragments peut être récupérée par induction pour produire très efficacement la puissance électrique nécessaire au moteur et à la mission.

Schéma d'un propulseur à fragments de fission
a filaments fissiles, b disques en rotation, c cœur du réacteur, d fragments éjectés

Ce principe fut étudié par le Laboratoire national de l'Idaho et le Laboratoire national de Lawrence Livermore. Dans la conception attribuée à George Chapline, des brins de carbone sont revêtus d'une couche de 2 micromètres de combustible 242mAm ou curium et arrangés en faisceaux de masses sous-critiques. Ces faisceaux sont montés radialement sur des roues et l'empilement de ces roues tourne de telle sorte qu'il y ait toujours des faisceaux de passage dans un réacteur où la présence d'autre combustible déclenche la criticité des faisceaux présents. Le combustible superficiel des brins fissionne dégageant des nucléides capturés magnétiquement, puis la rotation de la roue fait sortir le faisceau du réacteur où il est refroidi avant son prochain passage.
L'efficacité de ce système est bonne, permettant une impulsion spécifique très élevée de plus de 100 000 s, mais cette performance est grevée par le poids du réacteur et des autres équipements. Néanmoins, le système pourrait rendre possible le précurseur d'une mission interstellaire bien que cette technique requière une large infrastructure destinée à la production d'un carburant à faible durée de vie.
Une conception plus récente, proposée par Rodney A. Clark et Robert B. Sheldon, pourrait théoriquement améliorer l'efficacité et réduire la complexité d'un tel moteur. Les faiblesses de la conception précédente sont son important taux de fragments n'arrivant pas à s'échapper du réacteur et son système de refroidissement du combustible qui impose un mécanisme de rotation à travers des ouvertures dans le réacteur. Leur idée est d'utiliser des nanoparticules de matière fissile de diamètre inférieur à 100 nm, assurant à la fois une forte probabilité d'échappement des fragments de fission et un refroidissement continu très efficace grâce un important rapport surface/volume.

Réacteur à plasma de poussière
A éjection des fragments pour la propulsion
B cœur du réacteur
C fragments décélérés pour production d'électricité
d modérateur, e générateur de confinement, f bobine d'induction RF

Les nanoparticules sont placées dans une chambre sous vide constituée de matériaux modérateurs de neutrons, soumise à un champ magnétique axial agissant comme un piège à Miroirs Magnétiques et à un champ électrique externe. Elles sont ionisées par induction RF, se retrouvent en suspension au centre de la chambre par répulsion électrostatique et constituent alors ce qui est appelé un plasma de poussières. Le piège magnétique doit être suffisamment faible pour ne pas "tasser" le nuage de particules sur lui-même (et le rendre opaque aux fragments) et suffisamment fort pour pouvoir canaliser les fragments très énergétiques vers l'extérieur (à travers une zone affaiblie du miroir). Comme les nanoparticules et les fragments de fission ont des rapports masse/charge très différents, cet équilibre est facile à obtenir.
Le moteur proposé sur ce principe éjecterait 46 % des fragments de fission à 0,05 c et aurait une masse sèche de 9 t (dont 6 pour la seule chambre cylindrique en LiH modérateur). Il permettrait d'amener une mission de 1 t au foyer de la lentille gravitationnelle solaire à 550 ua en 10 ans avec 180 kg de combustible.

## Voile à fission
Le concept de la voile à fission fut proposé par W. Short et C. Sabin en 1959 puis amélioré par Robert Forward en 1996. Il est basé sur une voile solaire dont la surface est composée de deux couches, une imprégnée de radionucléides et l'autre capable d'absorber les particules α (un film plastique d'une centaine de microns).

Principe de la voile à fission
a film plastique, b couche de radionucléides, c particule α stoppée, d particule α éjectée, e mouvement moyen résultant, f faisceau d'électrons neutralisateur

Au niveau microscopique, les noyaux de la couche de combustible se désintègrent en éjectant des particules α dans des directions aléatoires. Plus exactement, le noyau résultant et la particule α ont la même quantité de mouvement et des directions opposées. Le noyau lourd reste captif de la voile à qui il transmet son énergie cinétique, la particule α est soit capturée par la couche opaque, communiquant aussi son énergie à la voile et annulant l'impulsion du noyau lourd, soit éjectée vers le vide. Du point de vue global, la quantité de mouvement reçue par la voile est la même que celle du flux moyen de particules éjectées dans le vide. Ce flux de particules chargées positivement doit être ensuite neutralisé par un faisceau d'électrons. Ainsi, le système récupère idéalement 25 % de l'énergie de désintégration en énergie cinétique et le reste en chaleur.
La désintégration α produit des particules autour de 5 MeV, soit une vitesse de 17 475 km/s, ce qui donne avec le facteur de 25 % une vitesse moyenne d'éjection de 3 869 km/s et correspond à une impulsion spécifique ≈40 000 s. Cependant, le rapport poussée/poids est très faible (de l'ordre de 10−4).
À priori, la structure en voile ne permet pas la stimulation de la réaction nucléaire par un modérateur et le système ne repose que sur la désintégration naturelle. L'isotope choisi doit avoir les caractéristiques suivantes : une demi-vie assez longue pour des raisons pratiques de fabrication et de mission, mais pas trop pour maintenir une bonne densité énergétique, un mode de désintégration uniquement alpha (les particules β et rayons gamma sont inexploitables), des produits et sous-produits de désintégration ayant aussi un mode de désintégration principal en particules α (afin que le noyau originel serve plusieurs fois à la propulsion) et enfin, la présence dans la chaîne de désintégration de radon qui s'évapore à –61,8 °C et allège ainsi la voile des noyaux s'étant décomposés jusqu'à ce point.
Short et Sabin proposèrent le 228Th puis Forward montra que de meilleurs résultats pouvaient être obtenus avec le précurseur de plus longue demi-vie 232U, enfin R. L. McNutt Jr. cita la chaîne de désintégration débutant à 240Cm :
Dans sa conception moderne, ce système est annoncé capable d'atteindre 2 000 km/s et pourrait servir de sonde vers le nuage d'Oort ou une étoile voisine.
Une alternative proposée par Hbar Technologies et sponsorisée par la NASA consiste à provoquer la fission de l'uranium par un bombardement d'antiprotons qui génèrent des fragments plus énergétiques, typiquement du 111Pd à 190 MeV. L'impulsion spécifique idéale serait alors de 1,4 Ms, cependant la fission d'un atome par annihilation engendre le décrochement de milliers d'atomes environnants, augmentant la poussée au détriment de l'impulsion spécifique. Cette quantité "perdue" en poussée inefficace permet aussi de réduire la masse d'antimatière nécessaire à l'obtention d'un delta-V, et elle peut être ajustée par le biais de la pénétration des antiprotons (la vitesse à laquelle ils sont projetés sur la voile).
Pour la mission de référence de leur étude, une sonde de 10 kg de charge utile atteignant 250 ua en 10 ans, la voile en carbone de 5 m de diamètre et de 15 μm d'épaisseur est revêtue de 293 μm d'uranium (soit une masse totale de 109 kg). Le bombardement optimum est de 15 000 décrochements par annihilation, induisant une impulsion de 7 500 s et requérant "seulement" 30 mg d'antiprotons. Ce projet reste conceptuel car il se base sur des techniques antimatières encore non développées: capacité mondiale de production surmultipliée, capacité de stockage à haute densité et convertisseur électrique efficace.